# Висока (Польковицький повіт)
Висока (пол. Wysoka) — село в Польщі, у гміні Пшемкув Польковицького повіту Нижньосілезького воєводства.
Населення — 323 особи (2011).
У 1975-1998 роках село належало до Легницького воєводства.

## Демографія
Демографічна структура станом на 31 березня 2011 року:
|          | Загалом | Допрацездатний вік | Працездатний вік | Постпрацездатний вік |
| -------- | ------- | ------------------ | ---------------- | -------------------- |
| Чоловіки | 160     | 23                 | 120              | 17                   |
| Жінки    | 163     | 28                 | 84               | 51                   |
| Разом    | 323     | 51                 | 204              | 68                   |